# Českomoravská liga (baseball)
Českomoravská liga, zkráceně ČML (od roku 2016 1. LIGA), je název pro druhou nejvyšší baseballovou ligu v ČR pořádanou Českou baseballovou asociací. Tato soutěž vznikla sloučením České baseballové ligy a Moravské baseballové ligy. Od roku 2016 proběhla oficiální změna názvu na 1. LIGA. Českomoravská liga sestává ze základní části a play-off o možnost nastoupit v baráži o postup do České baseballové extraligy. Základní část ČML hraje 10 družstev.

## Týmy pro rok 2016
- Blesk Jablonec
- Klasik Frýdek-Místek
- Nuclears Třebíč
- Olympia Blansko
- Patriots Liberec
- SaBaT Praha
- Sharks Spálené Poříčí
- Sokol Hluboká n./V.
- Wolfs Domažlice
- Orlice Choceň

## Vítězové Českomoravské Ligy
| rok  | klub               |
| 2016 | Nuclears Třebíč    |
| 2015 | Sokol Hluboká n.V. |
| 2014 | Sokol Hluboká n.V. |
| 2013 | Sokol Hluboká n.V. |
| 2012 | Tempo Titans Praha |
| 2011 | Olympia Blansko    |
| 2010 | Blesk Jablonec     |
| 2009 | Cardion Hroši Brno |
| 2008 | Patriots Liberec   |
| 2007 | Patriots Liberec   |